# Pierre Meynadier
Pour les articles homonymes, voir Meynadier.
Pierre Meynadier (né à Limoges en 1960) est un écrivain, producteur et réalisateur français.
Auteur et réalisateur de très nombreux documentaires pour la télévision, ses œuvres ont été diffusées en France sur Arte, France 3, France 5, NT1, Animaux, TV5Monde, Ushuaïa TV, LCI, KTO, Stylia et sur plus d’une centaine de chaînes à travers le monde. Il est sociétaire de la SCAM (Société Civile des Auteurs Multimédia), statut accordé aux auteurs possédant plus de 200 œuvres inscrites à son répertoire.
Il défend la théorie selon laquelle le génie des hommes est plus puissant que leur capacité à détruire leur environnement, et qu’ils parviendront toujours à rétablir les équilibres de la nature. Ainsi, il privilégie les histoires optimistes qui mettent en valeur les bons exemples, en s’attachant à décrypter l’influence de la nature sur le destin de l’homme. Auteur et réalisateur de deux grands films animaliers tournés dans le Pantanal brésilien (Zog et les rivières du ciel, La légende d’Akam), il est également considéré comme un des meilleurs spécialistes de cet écosystème et a récemment collaboré avec la BBC  comme conseiller de la production d’une série consacrée à cette région du Brésil. 

## Romans
- Le dernier totem (Le roman du Che), L'Harmattan, 2006

## Films documentaires
- « Cuba, Cigares, Légendes et paradoxes », (Cuba, 1998),
- « L'Aire des aigles », (Tunisie, 2000),
- « Cap Bon, Au bout de la Tunisie », (Tunisie, 2000),
- « Pour le meilleur et pour le pire », (Albanie, 1999),
- « Le Fleuve des trois continents », (Guyane, 2000),
- « L'Esprit du Marais », (Guyane, 2000),
- « Nobel histoire », », (France, 2000),
- « La Science discrète des Petiseros », (Argentine, 2001),
- « La Terre des Tchopendozes », (Afghanistan, 2003),
- « La Saga des Heguy », (Argentine, 2003),
- « Nostra Merica », (Brésil, 2004),
- « Le Destin de Vishan », (Maurice, 2005),
- « Le Rêve de Brandon », (Brésil, 2006)
- « La conquête du Brésil (Série documentaire10 x 26 minutes) », (Brésil, 2006/2007)
- « Les amants du lac Lugu », (Chine, 2008)
- « La princesse gaucha », (Uruguay, 2009)
- « Le vent des fous », (France, 2009)
- « Chacun sa terre (Collection programmes courts 100 x 4 minutes) », (Monde, 2009/2010)
- « Zog et les rivières du ciel (Long métrage) », (Brésil, 2010)
- « Que sera demain (Série documentaire 20 x 26 minutes) », (Monde, 2010)
- « Le chaînon manquant », (Burkina Faso, 2011)
- « Mazurka au soleil », (Brésil, 2011)
- « La guerre du sable », (Niger, 2011)
- « La révolution des Kunas », (Panama, 2011)
- « La valeur de l'exemple », (Haïti, 2012)
- « Marius Gandolfi le gabian », (France, 2012)
- « Les secrets d'Ushuaia », (Argentine, 2012)
- « Le miracle de São Paulo », (Brésil, 2012)
- « Des chevaux par milliers », (Uruguay, 2013)
- « Le Brésil de la soif », (Brésil, 2013)
- « L'ami de passage », (Tunisie, 2014)
- « Un petit cabanon », (France, 2014)
- « Chacun sa terre - Saison 2 (130 x 4 minutes) », (Monde, 2014)
- « Les frères de la tortue », (Birmanie, 2015)
- « L’île de la cité engloutie », (Japon, 2016)
- « Sans droits ni titres », (Brésil, 2016)
- « Le dernier centaure », (Brésil, 2016)
- « Le caïman et le marais maudit », (Brésil, 2018)
- « L'origine », (Brésil, 2018)
- « Le secret des masques », (Sénégal, 2019)
- « L'héritage africain », (Bahia, Brésil, 2020)
- « Mémoires indigènes », (Bahia, Brésil, 2020)
- « Les arbres dieux du pays des pierres », (Togo, 2022)
- « Docteurs des cimes », (Pérou, 2023)

## Programmes TV
- « PACHAMAMA, l’humanité d’aujourd’hui pour l’humanité de demain  », 8 numéros présentés par Louis Bodin (LCI, 2016)

## Clips
- Humbiumbi (Jorge Vercillo, Brésil, 2022)
- Raça menina (Jorge Vercillo, Brésil, 2022)

## Sélections
- « Kids first! », (San Francisco, USA, 2017), pour « La légende d’Akam »
- « Brazilian Kids Film Festival », (Rio de Janeiro, Brésil, 2017), pour « La légende d’Akam »
- « Wildlife Conservation Film Festival », (New York, USA, 2017), pour « La légende d’Akam »

## Récompenses
- « Troisième Prix - Festival Epona », (Cabourg, France, 2004), pour « La Terre des Tchopendozes »
- « Grand Prix du long métrage - Terra Festival », (Guadeloupe, 2012), pour « La valeur de l’exemple »
- « Meilleur documentaire - Festival SERES », (France, 2010), pour « La Guerre du sable »
- « Meilleur réalisateur - Festival International de Calcutta », (Inde, 2017), pour « La Légende d’Akam »
- « Grand Prix du long métrage - Golden bee international film festival of New Dehli », (Inde, 2021), pour « La légende d'Akam »